# SE Itapuã
SE Itapuã was een Braziliaanse voetbalclub uit Unaí.

## Geschiedenis
De club werd opgericht in 1997. Door de dichtbijheid van Unaí bij de Braziliaanse hoofdstad ging de club niet in het Campeonato Mineiro maar in het Campeonato Brasiliense spelen. De club begon daar in de tweede klasse en werd er meteen kampioen nadat ze de finale wonnen van Taguatinga. In 1998 speelde de club dan in de hoogste klasse, maar na een voorlaatste plaats degradeerde de club. Het volgende seizoen werd de club gedeeld tweede in de tweede klasse achter Bosque. In 2002 werd de club vicekampioen en slaagde erin weer te promoveren naar de hoogste klasse. Om meer kans te maken op succes fuseerde de club met Unaí EC tot SE Unaí Itapuã, het huidige Paracatu FC. 